# Strigolactone

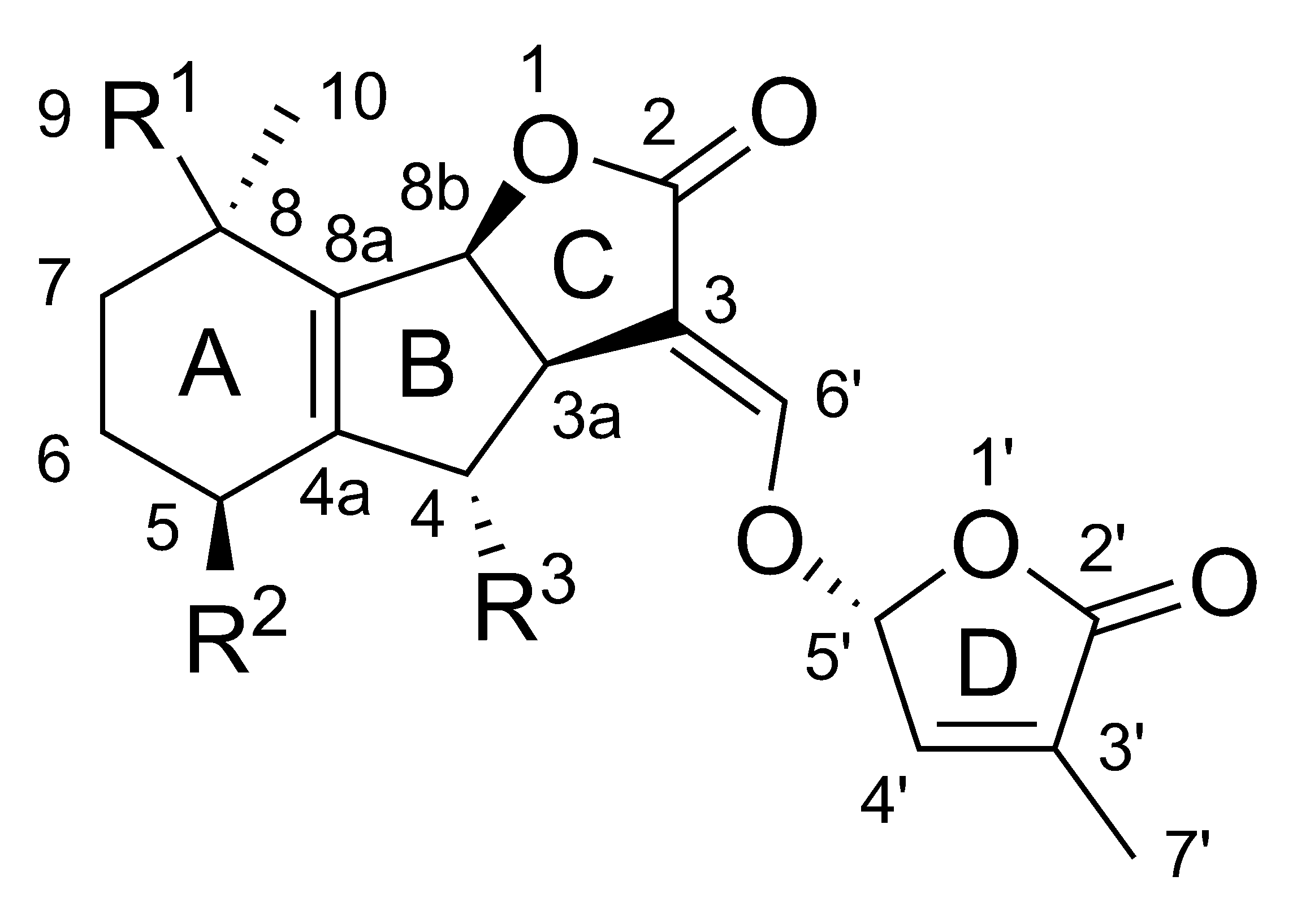
Cấu trúc hóa học chung của strigolactone

Strigolactone là một loại nội tiết tố thực vật được sử dụng để ngăn chặn cây mọc thêm chồi hay cành.
 Strigolactones là chất hữu cơ dạng carotenoid, chức năng vốn có của nó là kích thích sự nảy mầm của hạt các loại cây ký sinh - tỉ như cỏ phù thủy (Striga, nhờ đó nó có tên là Strigolactone) – và kích thích sự cộng sinh giữa rễ cây và nấm (khuẩn căn – mycorrhiza). Strigolactones mang trong mình một liên kết ête không bền, dễ bị thủy phân trong khu vực bầu rễ. Điều này có nghĩa là, tồn tại một độ chênh lệch thế nồng độ đáng kể giữa strigolactone ở khu vực gần rễ với khu vực xa hơn.

## Bản chất hóa học
Strigolactone là các lactone terpenoid, dẫn xuất của carotenoid.
| Chemical structure and numbering of (+)-strigol    | Chemical structure and numbering of strigyl acetate    |
| (+)-Strigol                                        | (+)-Strigyl acetat                                     |
| Chemical structure and numbering of orobanchol     | Chemical structure and numbering of orobanchyl acetate |
| (+)-Orobanchol                                     | (+)-Orobanchyl acetat                                  |
| Chemical structure and numbering of 5-deoxystrigol | Chemical structure and numbering of sorgolactone       |
| (+)-5-Deoxystrigol                                 | Sorgolactone                                           |